# Oskar Morgenstern
Oskar Morgenstern   (Görlitz, 24 de gener de 1902 - Princeton, 26 de juliol de 1977) va ser un economista i matemàtic, professor d'economia a la Universitat de Viena i més tard també a la Universitat de Princeton.
En col·laboració amb el matemàtic John von Neumann, se li atribueix la fundació del camp de la teoria de jocs i la seva aplicació a les ciències socials i la presa de decisions estratègiques. També va fer contribucions significatives a la teoria de la decisió (teorema de la utilitat de von Neumann-Morgenstern).
Va exercir com a consultor o cofundador d'empreses com Market Research Corporation of America i Mathematica Inc..

## Biografia
Morgenstern va néixer a Görlitz, a la província prussiana de Silèsia. Es rumorejava que la seva mare era filla de l'emperador Frederic III.
Va créixer a Viena (Àustria), on el 1925 es va graduar a la Universitat de Viena amb un doctorat en ciències polítiques. De 1925 a 1928, va estudiar tres anys amb una beca finançada per la Fundació Rockefeller. Al seu retorn el 1928, va esdevenir professor d'economia a la Universitat de Viena, càrrec que va ocupar fins que va visitar la Universitat de Princeton el 1938. El 1935, Morgenstern va publicar l'article Perfect Foresight and Economic Equilibrium, motiu pel qual el seu col·lega Eduard Čech el va dirigir a un article de John von Neumann, Zur Theorie der Gesellschaftsspiele (1928). També va treballar com a expert extern per a l'Organització Econòmica i Financera, juntament amb Bertil Ohlin i Jacques Rueff, donant suport al treball de l'EFO sobre les depressions econòmiques a finals dels anys trenta.
Durant la visita de Morgenstern a la Universitat de Princeton, Adolf Hitler va prendre el control de Viena durant l'Anschluss, i Morgenstern va optar per quedar-se als Estats Units. Es va convertir en membre de la facultat de Princeton, però es va inclinar cap a l'Institut d'Estudis Avançats, on va conèixer von Neumann. Junts, van col·laborar en l'escriptura de la Teoria dels jocs i del comportament econòmic (Theory of Games and Economic Behavior), publicat el 1944. L'obra és reconeguda com el primer llibre sobre teoria dels jocs, un marc matemàtic per estudiar les estructures estratègiques que governen la presa de decisions racionals en situacions econòmiques, polítiques i militars.
La col·laboració entre Morgenstern i von Neumann va conduir a noves àrees d'investigació tant en matemàtiques com en economia, atraient un ampli interès acadèmic i pràctic. El 1944, Morgenstern es va convertir en ciutadà dels Estats Units, i quatre anys més tard es va casar amb Dorothy Young, amb qui va tenir dos fills, Carl i Karin. El 1950, va ser elegit membre de l'American Statistical Association. Morgenstern va romandre a Princeton com a professor d'economia fins a la seva jubilació el 1970, després de la qual es va incorporar al professorat de la Universitat de Nova York. Morgenstern va escriure nombrosos articles i llibres, incloent-hi On the Accuracy of Economic Observations i Predictability of Stock Market Prices amb el posterior premi Nobel Clive Granger.
Morgenstern va morir a Princeton (Nova Jersey) el 1977. L'arxiu de les seves obres publicades i inèdites es conserva a la Universitat Duke.

## Obres
- Wirtschaftsprognose: Eine untersuchung ihrer Voraussetzungen und Moglichkeiten, 1928. ("Perspectives econòmiques: un examen de les condicions i possibilitats")
- Die Grenzen der Wirtschaftspolitik, 1934. ("Els límits de la política econòmica")

- "The Time Moment in Value Theory", 1935, ZfN.
- "Perfect Foresight and Economic Equilibrium", 1935, ZfN.
- "Logistics and the Social Science", 1936, ZfN.
- "Theory of Games and Economic Behavior" amb John von Neumann, 1944.
- "Demand Theory Reconsidered", 1948, QJE.
- "Economics and the Theory of Games", 1949, Kyklos.
- "On the Accuracy of Economic Observations", 1950.
- "Prolegomena to a Theory of Organization", 1951
- "Experiment and Large-Scale Computation in Economics", 1954, Economic Activity Analysis.
- "Generalization of the von Neumann Model of an Expanding Economy", amb J.G. Kemey and G.L. Thompson, 1956, Econometrica
- "The Question of National Defense", 1959.
- "Predictability of Stock Market Prices", with C.W.J. Granger, 1970.
- "Thirteen Critical Points in Contemporary Economic Theory", 1972, JEL.
- "Descriptive, Predictive and Normative Theory", 1972, Kyklos.
- "Some Reflections on Utility", 1976, Allais and Hagen, editors, Rational Decisions under Risk.
- "Collaborating with von Neumann", 1976, JEL.
- "Mathematical Theories of Expanding and Contracting Economies", con G.L. Thompson, 1976.